# August Friedrich Mockel

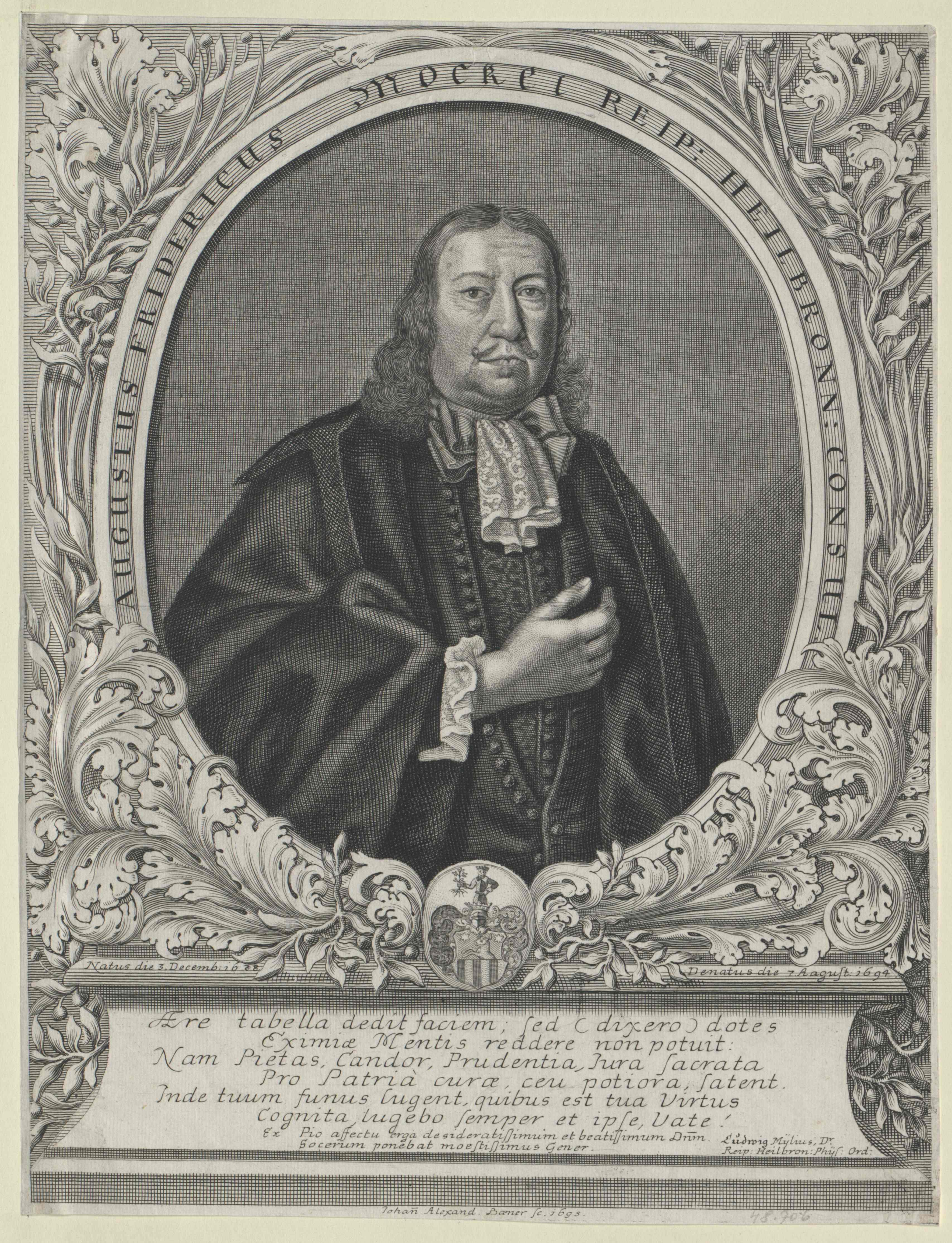
August Friedrich Mockel (Kupferstich von Johann Alexander Böner, 1695)

August Friedrich Mockel (* 2. Dezember 1628 in Schwäbisch Hall; † 7. August 1694 in Heilbronn) war von 1686 bis 1694 einer der drei Bürgermeister von Heilbronn.

## Leben

### Schwäbisch Hall
August Friedrich Mockel war ein Sohn des Juristen und württembergischen Kammerrates August Mockel (1599–1659), eines Sohns des Tübinger Ratsverwandten Johannes Mockel (1567–1631) aus Kirchheim unter Teck und der Wirtin „Zum Goldenen Schaf“ Margaretha geborener Motzer (1561–1627) aus Tübingen. August Friedrich Mockels Eltern hatten 1626 in Tübingen geheiratet, seine Mutter war Anna Dorothea geborene Beuerlin (* 1606; † um 1636) aus Schwäbisch Hall, Tochter des Vogts zu Comburg Johann Heinrich Beurlin (1580–1631) und der Anna Maria geborener Moser von Filseck (1581–1634). Der spätere Straßburger „Dreizehner“ Christoph Jakob Mockel (1630–1704) war sein Bruder.

### Flucht mit den Eltern nach Straßburg
Seine Eltern flohen nach der Schlacht bei Nördlingen 1634 wie Herzog Eberhard III. von Württemberg nach Straßburg. Die Mutter Anna Dorothea Mockel starb kurz darauf, als August Friedrich und Christoph Jakob noch Kleinkinder waren. Auch die Tante Corona Mockel (1602–1636), die die Familie auf der Flucht begleitete, starb kurz nach ihrer Ankunft in Straßburg. August Mockel heiratete Barbara Kummerell (1614–1638) aus Ulm, die nach kurzer Ehezeit ebenfalls verstarb. 1640 heiratete August Mockel in dritter Ehe Susanna Margareta Diepold († nach 1649), die einzige Tochter des hohenlohe-waldenburgischen und hohenlohe-schillingsfürstischen Kanzlers zu Öhringen Daniel Diepold († 1647) und seiner Frau Barbara († 1641).
August Mockel war vermögend. Graf Johann Friedrich von Eberstein (1611–1647) nahm bei ihm in Straßburg ein Kapital von 300 Gulden auf. 1644 war August Mockel schwedischer Einnahmeverwalter (Praefectus redituum) für das Elsass, 1649 kaufte „August Mockhel, gegenwärtig königlich schwedischer Ministro im Elsaß“, eine Mühle mit Zubehör im Dorf Biberach für 750 Gulden und plante, das gesamte Dorf für ein Darlehen von 4600 Gulden an die Reichsstadt Wimpfen pfandweise zu übernehmen; das Vorhaben zuschlug sich jedoch.

### Studium und Grand tour
August Friedrich Mockel und sein Bruder Christoph Jakob studierten seit dem 23. April 1645 an der Alten Universität Straßburg. Im August 1649 verteidigten die Brüder in Disputationen unter Jakob Schaller jeweils Thesen über die Epitoma historiarum philippicarum Pompeii Trogi des Marcus Iunianus Iustinus. Mittellateinische oder deutsche Gratulationsgedichte zu den beiden Disputationsschriften trugen bei Paul Christoph Forstner von Dambenois aus Montbéliard, Johann Jakob Reussner (1629–1686) aus Lichtenau (Liechtenoâ-Hanoicus), Magister Abraham Fischer (1628–1681) aus Straßburg, Johann Heinrich Copp (* 1625/30; † vor 1683)  aus Straßburg, Johannes Friedrich Krauth (1628–1678) aus Straßburg, der Professor der Theologie und Beredsamkeit Robert Koenigsmann d. J (* um 1606; † 1663) und der Stiefgroßvater der Brüder, Hans David Kummerell (1575–1655). August Friedrich Mockel widmete seine Ausarbeitung dem Juristen Andreas Burckhardt, Kanzler des Herzogs Eberhard III. von Württemberg. Am 14. Mai 1650 immatrikulierte sich „Augustus Fredericus Mockil, Suevus, 22“ wiederum zusammen mit seinem Bruder Christoph Jakob an der Universität Leiden für „Politices et Eloquentia“.

Im Anschluss an das Studium unternahmen August Friedrich und Christoph Jakob Mockel eine ausgedehnte Studienreise. Die Reise führte durch Holland über Helsingør und Kopenhagen nach Stockholm zu den Krönungsfeierlichkeiten für Königin Christina von Schweden am 20. Oktober 1650. Anschließend wurden Uppsala – dort lehrte inzwischen ihr früherer akademischer Lehrer Johann Heinrich Boeckler – und schwedische Bergwerke besichtigt. Die Brüder hörten an der Universität Uppsala wahrscheinlich die Lectio (= Vorlesung) Livii librum primum ac secundum des Politikwissenschaftlers Johannes Scheffer aus Straßburg, der „Fridericum et Christophorum Mockelios, Suetici apud Argentoratenses ministri filios (= Friedrich und Christoph Mockel, die Söhne des schwedischen Gesandten bei den Straßburgern)“ zu seinen Schülern zählte. Weitere Stationen der Grand tour waren Lübeck, Hamburg, Bremen, Antwerpen, Ostende und Flandern, London und Dieppe, Orléans, Paris, Lyon, Genf und die Schweiz bis zurück nach Straßburg.

### Heilbronn
August Friedrich Mockel heiratete Maria Magdalena Jeßlin (* um 1635; † nach 1683), eine Tochter von Michael Jesslin, Bürgermeister von Heilbronn. Er war 1656 Mitglied des Gerichts und gehörte 1676 dem kleinen, inneren Rat („von den burgern“) zu Heilbronn an, war ab 1684 Steuerherr und seit dem 23. Dezember 1686 Schultheiß. 1675 widmete Wilhelm Christian Schmidt aus Winnenden dem Rat Jakob Friedrich Rühle und dem „Vice-Praetorius“ des Heilbronner Richterkollegiums August Friedrich Mockel eine bei Professor Sebastian Schmidt in Straßburg verteidigte theologische Disputations-Schrift.
Während August Friedrich Mockel als Bürgermeister amtierte (1686 bis 1694), wurde Heilbronn im Herbst 1688 im Pfälzischen Erbfolgekrieg von der französischen Rheinarmee unter Joseph de Montclar und Ezéchiel de Mélac besetzt. Bei ihrem Abzug am 22. Dezember 1688jul. / 1. Januar 1689greg. nahmen die Franzosen einige Geiseln mit, um Lösegeld zu erpressen, darunter die beiden anderen Bürgermeister Johann David Feyerabend und Georg Christian Hoffmann, die Ratsmitglieder Johann Esaias von Rühle und Johann Georg Spitzer und den Steuer-Verwalter Peter Roßkampff (1647–1692). Auch der Komtur Adam Maximilian von Ow (1634–1702) der Kommende Heilbronn und der württembergische Pfleger Johann Martin Zandt (* vor 1640; † 1697) wurden gefangen genommen. Der verbliebene Bürgermeister Mockel und der Rat der Stadt Heilbronn verwandten sich unter anderem in Schreiben an die Reichsversammlung in Regensburg für die Verschleppten. Die Geiseln, die teilweise unter erbärmlichen Bedingungen gefangen gehalten wurden, kamen erst im Mai 1690 wieder frei nach einer Kontributions-Zahlung von 50.000 Reichstalern = 75.000 Gulden, die durch die Verpfändung von Neckarsteinach an das Herzogtum Württemberg und durch Mittel der Angehörigen aufgebracht wurden.

## Familie
Kinder von August Friedrich Mockel und Maria Magdalena Jeßlin waren:
1. August Friedrich Mockel (1655–1683), Studium in Jena,[32] 1678 in Helmstedt und 1680 in Altdorf, 1681 Promotion zum Lizentiaten der Rechte in Altdorf,[33] fiel als 27-jähriger Jurist einem Gewaltverbrechen zum Opfer,[34]
2. Marie Magdalene Mockel (* um 1660/65; † 1730), heiratete 1686 in Heilbronn den Arzt Johann Ludwig Mylius (1647–1703) aus Gießen, sie waren Eltern des Heilbronner Bürgermeisters Georg Philipp Mylius,
3. Anna Elisabeth Mockel (1673–1702), heiratete 1696 Johann Adam Becht (1754–1707), den Bruder von Bürgermeister Johann Georg Becht. Sie wurde die Großmutter des späteren Bürgermeisters Eberhard Ludwig Becht,
4. Philipp Conrad Mockel (1675–1733), wurde Ratsherr in Heilbronn, heiratete 1725 Margarete Justine von Lersner (1699–1744) aus Frankfurt am Main.[35]

Friedrich Richard Mockhel (1594–1643) aus Tübingen, Jurist und Diplomat, Kanzleidirektor der Grafschaft Hohenlohe-Waldenburg-Pfedelbach und schwedischer Resident im Elsass, war ein Onkel von August Friedrich Mockel.

## Werke
- (Einladung vom 9. August 1648 zu einer Disputation; Einblattdruck) Johann Heinrich Boeckler, August Friedrich Mockel: de jure & more Hospitii,[36] ergänzend: Johann Heinrich Boeckler, Christoph Jacob Mockel: de jure et more Clientelae. Durch: Iohannes Henricus Boeclerus. In Alma Argentoratensi Vniversitate Professor Ordinarivs S. P. D. (= Salutem plurimam dicit). Johann Philipp Mülbius, Straßburg 1648 (Digitalisat der Universitätsbibliothek Tübingen)
  - Johann Heinrich Boeckler: Orationes Quaedam. Johann Joachim Bockenhoffer, Straßburg 1654, Nr. XXVIII, S. 139–145, bes. S. 143f (Digitalisat der Bayerischen Staatsbibliothek München)
  - Johann Heinrich Boeckler: Orationes Et Programmata Academica cum quibusdam ejus Poematibus. Johann Reinhold Dulssecker, Straßburg 1705, Nr. XXVIII, S. 431–435, bes. S. 434f (Digitalisat der Bayerischen Staatsbibliothek München), (Google-Books) = Operum, Historici, Politici, Moralis, Literarii, et Critici Argumenti, Bd. IV. Johann Reinhold Dulssecker, Straßburg 1712, Nr. XXVIII, S. 431–435, bes. S. 434f (Google-Books)
- Jakob Schaller, August Friedrich Mockel: C. B. D. (= Cum bono Deo) Lavdabilivm politicorvm, ex Iustino, Pars prior quam deo annvente, exercitatione academica solenni, praeside Dn. Iacobo Schallero, in August. d. 29. Respondendo tuebitur Avgvstvs Fridericvs Mockelivs, natus Halae. Friedrich Spoor, Straßburg 1649 (Google-Books); vgl. ergänzend: Jakob Schaller, Christoph Jakob Mockel: I. N. D. N. J. C. (= In nomine Domini nostri Jesu Christi) Lavdabilivm politicorvm, ex Iustino, Pars posterior quam divino nvmine annvente, sub praesidio Dn. Iacobi Schalleri, Solenni eruditorum examini ad d. 31. M. August. proponit Christophorvs Jacobvs Mockelivs, Halae natus. Friedrich Spoor, Straßburg 1649 (Google-Books), (Google-Books)